# Aleochara ocularis
Aleochara ocularis är en skalbaggsart som beskrevs av Jan Klimaszewski 1984. Aleochara ocularis ingår i släktet Aleochara och familjen kortvingar. Inga underarter finns listade i Catalogue of Life.